# Entomolepididae
Entomolepididae (лат.) — семейство веслоногих ракообразных из отряда Siphonostomatoida. Ассоциированы с губками, кораллами и другими морскими беспозвоночными. Космополитическая группа, включающая более 20 видов.

## Описание
Микроскопического размера ракообразные (длина около 1 мм). Тело округлое, уплощенное щитовидное, состоит из цефалосомы и педигерусных сомитов (из которых второй и третий свободны, а четвёртый сомит расширен сзади, покрывает уросому, за исключением вершины хвостового рами). Три постгенитальных уросомита у самок, четыре у самцов. Антеннулы 14—17-сегментные. Эндопод антенн 2- или 3-сегментный; экзопод 1-сегментный, длиной как первый сегмент эндопода. Ноги с 1 по 3 двуветвистые, 3-сегментные. Эндопод ноги 3 с редуцированной формулой усиков. Нога 4 одночлениковая, 3-сегментный экзопод.
Щит, покрывающий почти все тело, указывает на образ жизни, прикрепленный к хозяевам. Наиболее распространенными хозяевами этих животных являются губки. Тем не менее, известны и другие морские беспозвоночные, такие как мадрепоровые кораллы, восьмилучевые кораллы, актинии и оболочники.

## Классификация
Entomolepididae — космополитическое семейство, включающее 9 родов и более 20 видов. О встречаемости пяти родов сообщается из Атлантического океана: Parmulodes, Parmulella, Spongiopsyllus, Neoparmulella и Parmulopsyllus. Среди них наиболее разнообразен род Spongiopsyllus, включающий семь описанных вида.
- Entomolepis Brady, 1899
  - Entomolepis hamondi McKinnon, 1988[3]
  - Entomolepis ovalis Brady, 1899
- Entomopsyllus McKinnon, 1988[3]
  - Entomopsyllus adriae (Eiselt, 1959)
  - Entomopsyllus brevicaudatus Lee, J. & I.H. Kim, 2017
  - Entomopsyllus nichollsi McKinnon, 1988
  - Entomopsyllus stocki Kim I.H., 2004
  - Entomopsyllus takara Uyeno & Johnsson, 2018
- Lepeopsyllus Thompson & Scott, 1903
  - Lepeopsyllus ovalis Thompson I.C. & Scott A., 1903
  - Lepeopsyllus typicus Thompson I.C. & Scott A., 1903
- Neoparmulella Farias, Neves & Johnsson, 2020[6]
  - Neoparmulella periperiensis Farias, Neves & Johnsson, 2020
- Paralepeopsyllus Ummerkutty, 1960
  - Paralepeopsyllus dambayensis Lee, J. & I.H. Kim, 2017[7]
  - Paralepeopsyllus leei Lee, J. & I.H. Kim, 2017
  - Paralepeopsyllus mannarensis Ummerkutty, 1960
- Parmulella Stock, 1992[8]
  - Parmulella emarginata Stock, 1992
- Parmulodes Wilson, 1944
  - Parmulodes verrucosa Wilson C.B., 1944
- Parmulopsyllus Borges, Farias, Mácola, Neves & Johnsson, 2021[4]
  - Parmulopsyllus iamarinoi Borges, Farias, Mácola, Neves & Johnsson, 2021
- Spongiopsyllus Johnsson, 2000[9]
  - Spongiopsyllus adventicius Johnsson, 2000
  - Spongiopsyllus aramisi Farias et al., 2024
  - Spongiopsyllus athosi Farias et al., 2024
  - Spongiopsyllus atypicus Canário, Hurbatah, Rocha, Neves & Johnsson, 2019
  - Spongiopsyllus intermedius Borges, Farias, Mácola, Neves & Johnsson, 2021
  - Spongiopsyllus porthosi Farias et al., 2024
  - Spongiopsyllus redactus Canario, Neves & Johnsson, 2012